# Formose Mendy
Formose Jean-Pierre Mendy (Guédiawaye, 8 oktober 1993) is een Senegalees voetballer die als centrale verdediger speelt. Hij speelt sinds 2016 bij Red Star Paris, Zijn contract werd niet verlengd bij zijn vorige ploeg SV Zulte Waregem.

## Clubcarrière
Mendy kreeg zijn jeugdopleiding bij Lille OSC. In 2013 trok hij transfervrij naar SV Zulte Waregem. Op 28 september 2013 debuteerde hij voor Essevee in de Jupiler Pro League tegen Sporting Lokeren. Pas een half jaar later, op 1 maart 2014, kreeg hij zijn eerste basisplaats tegen Waasland-Beveren. In totaal kwam hij tot vier competitieoptredens gedurende zijn eerste jaar. Op de openingsspeeldag van het seizoen 2014/15 mocht hij in de derby tegen KV Kortrijk in de basiself starten. In 2016 werd zijn contract niet verlengd en zo tekende hij bij de club Red Star Paris.